# Павленко Олексій Сергійович
Олексій Сергійович Павленко (14 березня 1904, село Михайлівське Щигровського повіту Курської губернії, тепер Курської області, Російська Федерація — 1 липня 1984, місто Москва,  СРСР)  — радянський державний діяч, міністр електростанцій СРСР.

## Життєпис
Народився в селянській родині. У вересні 1915 — вересні 1919 року працював опалювальником у сільській школі. У вересні — листопаді 1919 року — розсильний Липовського волосного виконавчого комітету Щигровського повіту Курської губернії.
У листопаді 1919 — лютому 1920 року — візник при обозі частин Червоної армії на Південному фронті.
З лютого 1920 по грудень 1921 року працював у селянському господарстві батьків у селі Михайлівському.
У грудні 1921 — листопаді 1922 року — переписувач і завідувач розподільного відділу заготівельної контори в селі Черемисиново Щигровського повіту Курської губернії.
У грудні 1922 — травні 1923 року — вагар і табельник Олимського цукрового заводу селища Касторне Землянського повіту Воронезької губернії. У 1923 році вступив до комсомолу.
З травня по вересень 1923 року — учень шевця в шевській майстерні міста Щигри Курської губернії.
У вересні 1923 — жовтні 1925 року — вибійник на шахтах Золото-Тошківського рудоуправління тресту «Донвугілля» на станції Попасна Бахмутського повіту в Донбасі.
Член РКП(б) з жовтня 1925 року.
У жовтні 1925 — серпні 1926 року — секретар колективу комсомолу при шахті «Тошківка» (вугільних шахт Гірсько-Іванівського куща) на Донбасі.
У серпні 1926 — квітні 1928 року — секретар Попаснянського районного комітету ЛКСМУ.
У квітні 1928 — грудні 1929 року — завідувач відділу і секретар Артемівського окружного комітету ЛКСМУ.
У грудні 1929 — листопаді 1930 року — заступник голови виконавчого комітету Артемівської окружної ради.
У листопаді 1930 — березні 1935 року — студент Московського енергетичного інституту імені Молотова.
У березні 1935 — жовтні 1937 року — секретар партійного комітету Московського енергетичного інституту імені Молотова.
У жовтні 1937 — березні 1939 року — інструктор відділу керівних партійних органів ЦК ВКП(б).
У квітні 1939 — 1946 року — завідувач сектора, завідувач відділу електростанцій Управління кадрів ЦК ВКП(б).
У 1946 — березні 1947 року — заступник начальника Управління кадрів ЦК ВКП(б).
У березні 1947 — березні 1948 року — член Бюро Ради міністрів СРСР з палива та електростанцій. У березні 1948 — березні 1951 року — заступник голови Бюро Ради міністрів СРСР з палива і транспорту.
У березні 1951 — березні 1953 року — помічник заступника голови Ради міністрів СРСР Лаврентія Берії.
У березні 1953 — квітні 1954 року — завідувач відділу електростанцій та електропромисловості Ради міністрів СРСР.
У грудні 1953 — квітні 1954 року — заступник голови Бюро Ради міністрів СРСР з електроенергетики, хімічної та лісової промисловості.
17 квітня 1954 — 9 лютого 1955 року — міністр електростанцій СРСР.
9 лютого 1955 — 29 червня 1957 року — 1-й заступник міністра електростанцій СРСР.
29 червня 1957 — 31 грудня 1958 року — міністр електростанцій СРСР.
З січня по серпень 1959 року — в резерві ЦК КПРС.
У серпні 1959 — червні 1960 року — начальник відділу розміщення виробничих сил та комплексного використання природних ресурсів Державної науково-економічної ради Ради міністрів СРСР.
У червні 1960 — лютому 1962 року — начальник відділу електрифікації народного господарства Державної науково-економічної ради Ради міністрів СРСР.
У лютому 1962 — листопаді 1965 року — начальник відділу електрифікації народного господарства Державного планового комітету Ради міністрів СРСР.
У листопаді 1965 — серпні 1975 року — начальник відділу енергетики та електрифікації Державного планового комітету Ради міністрів СРСР.
З серпня 1975 року — персональний пенсіонер союзного значення в Москві.
Помер 1 липня 1984 року в Москві. Похований на Новодівочому цвинтарі Москви.

## Нагороди
- чотири ордени Леніна
- орден Жовтневої Революції
- орден Вітчизняної війни І ст.
- три ордени Трудового Червоного Прапора (6.05.1954,)
- орден Дружби народів (13.03.1974)
- медаль «За доблесну працю. В ознаменування 100-річчя з дня народження Володимира Ілліча Леніна» (1970)
- медалі